# Ewald Cebula
Ewald Cebula (Świętochłowice, 22 marzo 1917 – Chorzów, 1º febbraio 2004) è stato un allenatore di calcio e calciatore polacco, di ruolo attaccante.

## Carriera
Prese parte con la Nazionale polacca ai Giochi Olimpici del 1952.

## Palmarès

### Giocatore

#### Competizioni nazionali
- Campionato polacco: 2

Ruch Chorzow: 1951, 1952
- Coppa di Polonia: 1

Ruch Chorzow: 1951

### Allenatore

#### Competizioni nazionali
- Campionato polacco: 2

Ruch Chorzow: 1953, 1960